# Бока (фильм)
«Бока» (англ. Boca) — остросюжетная кинодрама режиссёров Уолтера Аванчини и Залмана Кинга о подростковой преступности в Бразилии.

## Сюжет
Социальная драма с элементами боевика. Журналистка Дженнифер Джеймс получает задание выяснить — кто убивает бездомных детей и подростков на улицах Рио-де-Жанейро. С помощью приятеля-оператора она знакомится с Бокой — защитником детей от «эскадронов смерти». Однако за образом современного Робин Гуда скрывается жестокий и циничный убийца.

## В ролях
- Рэй Дон Чонг— Джи Джи
- Мартин Кэмп — Реб
- Тарсизиу Мейра — Бока
- Мартин Шин — Джесс Джеймс Монтгомери
- Карлош Эдуарду Дотабелла— Фонсека
- Жозе Левгой — Кинтелла